# کاستلتو دوربا
کاستلتو دوربا (به ایتالیایی: Castelletto d'Orba) یک کومونه در ایتالیا است که در استان آلساندریا واقع شده‌است.

## خصوصیات
کاستلتو دوربا ۱۴٫۳ کیلومترمربع مساحت و ۱٬۹۷۹ نفر جمعیت دارد و ۲۰۰ متر بالاتر از سطح دریا واقع شده‌است.